# FK Pārdaugava Riga
Ne pas confondre avec le HK Pārdaugava Riga, ancien nom du Dinamo Riga entre 1993 et 1995.
Maillots
Le FK Pārdaugava Riga est un ancien club letton de football basé à Riga. Le club est fondé en 1984 et dissout en 1995.

## Historique

### Histoire
L'équipe évolue à 4 reprises dans le championnat de Lettonie entre 1991 et 1994. L'équipe se classe deuxième du championnat en 1991, ce qui constitue sa meilleure performance dans cette compétition.

### Repères historiques
- 1984 : fondation du club sous le nom de Daugava-RVR Riga
- 1985 : le club est renommé Junioru izlase Riga
- 1988 : le club est renommé Jaunatnes izlase Riga
- 1990 : le club est renommé Pārdaugava Riga
- 1995 : dissolution du club

## Palmarès
- Championnat de Lettonie
  - Vice-champion : 1991

- Coupe de Lettonie
  - Finaliste : 1993

## Anciens joueurs
- Oļegs Blagonadeždins
- Rolands Bulders
- Marian Pahars
- Jurijs Popkovs
- Vitālijs Teplovs